# Gnosonesima brattstroemi
Gnosonesima brattstroemi is een platworm (Platyhelminthes). De worm is tweeslachtig. De soort leeft in het zoute water.
Het geslacht Gnosonesima, waarin de platworm wordt geplaatst, wordt tot de familie Gnosonesimidae gerekend. De wetenschappelijke naam van de soort werd voor het eerst geldig gepubliceerd in 1968 door Karling.